# Phyllobius glaucus
Phyllobius glaucus (лат.) — вид жуков из семейства долгоносиков (Curculionidae). Впервые был описан Джованни Скополи в 1763 году.

## Описание
Длина 8—12 мм. Тело чёрное, но покрыто чешуйками, которые дают большое разнообразие вариантов окраски. Ноги ржаво-коричневые.

## Распространение
Обычны в Европе. Есть одно сообщение о наблюдении жука в Канаде, но возможно оно является ошибочным.